# Нупе (мова)
Нупе — мова, що належить до нігеро-конголезької макросімʼї, вольта-нігерської сімʼї. Поширена в Нігерії (штати Нігер, Квара, Когі). Важлива регіональна мова.

## Писемність
Писемність мови нупе побудована на основі латиниці. В минулому використовувалось також арабське письмо.

### Латинське письмо
Сучасна абетка має наступний вигляд.
| A a | B b | C c  | D d | Dz dz | E e | F f | G g | Gb gb | H h | I i | J j  | K k | Kp kp | L l |
| --- | --- | ---- | --- | ----- | --- | --- | --- | ----- | --- | --- | ---- | --- | ----- | --- |
| /a/ | /b/ | /t͡ʃ/ | /d/ | /d͡z/  | /e/ | /f/ | /g/ | /ɡ͡b/  | /h/ | /i/ | /d͡ʒ/ | /k/ | /k͡p/  | /l/ |

| M m | N n | O o | P p | R r | S s | Sh sh | T t | Ts ts | U u | V v | W w | Y y | Z z | Zh zh |
| --- | --- | --- | --- | --- | --- | ----- | --- | ----- | --- | --- | --- | --- | --- | ----- |
| /m/ | /n/ | /o/ | /p/ | /r/ | /s/ | /ʃ/   | /t/ | /t͡s/  | /u/ | /v/ | /w/ | /j/ | /z/ | /ʒ/   |

- Є три носові голосні; вони передаються написанням букви n після відповідної букви для голосного: an [ã], in [ĩ], un [ũ].
- Тони передаються шляхом простановки над буквами для голосних діакритичних знаків: акут (´) — високий тон; гравіс (`) — низький; гачек (ˇ) — зростаючий (або спадаючий); циркумфлекс (ˆ) — спадаючий (або зростаючий). Середній тон позначається написанням букв для голосних без перерахованих діакритичних знаків.

Раніше був у вжитку трохи інший алфавіт.
| A a | Ạ ạ | B b | C c  | D d | Dz dz | E e | F f | G g | Gb gb | H h | I i | J j  | K k | Kp kp | L l | M m |
| --- | --- | --- | ---- | --- | ----- | --- | --- | --- | ----- | --- | --- | ---- | --- | ----- | --- | --- |
| /a/ | /ə/ | /b/ | /t͡ʃ/ | /d/ | /d͡z/  | /e/ | /f/ | /g/ | /ɡ͡b/  | /h/ | /i/ | /d͡ʒ/ | /k/ | /k͡p/  | /l/ | /m/ |

| N n | Ṇ ṇ | Ny ny | O o | Ọ ọ | P p | R r | S s | Ṣ ṣ | T t | Ts ts | U u | V v | W w | Y y | Z z | Ẓ ẓ |
| --- | --- | ----- | --- | --- | --- | --- | --- | --- | --- | ----- | --- | --- | --- | --- | --- | --- |
| /n/ | /ŋ/ | /ɲ/   | /o/ | /ɔ/ | /p/ | /r/ | /s/ | /ʃ/ | /t/ | /t͡s/  | /u/ | /v/ | /w/ | /j/ | /z/ | /ʒ/ |

- Тони передаються шляхом простановки над буквами для голосних діакритичних знаків: акут (´) — високий тон; гравіс (`) — низький; гачек (ˇ) — зростаючий; циркумфлекс (ˆ) — спадаючий. Середній тон позначається написанням букв для голосних без перерахованих діакритичних знаків.

### Арабське письмо
Арабське письмо для мови нупе (аджамі) почало використовуватися із 15 століття. Існують вірші на ісламську тематику, написані арабським письмом (серед поетів були також і жінки). Проте зараз аджамі майже не використовується.
Нижче наведено пісню мовою нупе, записану арабським письмом (з книги «A grammar of the Nupe language, together with a vocabulary»). Твір було написано в кінці 19 століття.
Також для прикладу нижче наведені деякі вірші мовою нупе арабським письмом.

## Додаткові джерела і посилання
- Текст мовою нупе.
- Християнський текст мовою нупе.